# Chor Minar
O Chor Minar, também conhecida como Torre dos Ladrões, é uma torre construída no final do século XIII em Nova Deli, Índia, situado junto à Aurobindo Marg, na área de Hauz Khas. Foi construído durante o reinado de Alauddin Khalji (r. 1296–1316), o sultão de Deli da Dinastia Khalji.
É uma torre ligeiramente cónica, com seis metros de altura, construída em pedra, que assenta sobre uma plataforma e tem uma escada interna. Segundo a lenda, era uma "torre de decapitação", onde eram expostas as cabeças dos ladrões decapitados em espetos enfiados num das seus 225 fendas, para dissuadir os criminosos. A lenda poderá ter origem no facto de Alauddin ter massacrado um assentamento de mongóis próximo da torre para os impedir de se juntarem a outro assentamento mongol em Deli, a atual localidade de Mongolpuri. Há também registo de, na sequência dum raide mongol derrotado por Alauddin em 1305, terem sido decapitados cerca de 8 000 mongóis, cujas cabeças foram expostas nas torres do Forte Siri, situado nas proximidades e contemporâneo do Chor Minar.